# السننكي
 السننكي أو سرغلة (باللهجة الحسانية) وهم مجموعة عرقية كبيرة تسكن غرب إفريقيا، ينتمون إلى مجموعة الماندي ويشكلون السكان الأصليين لما يعرف اليوم بموريتانيا، وهم يتكلمون اللغة السوننكية.

## التاريخ
يعتبر السننكي هم المؤسسون لإمبراطورية غانا التي عرفت تطورًا كبيرًا خلال (القرن 7 - 10 م)، وعاصمتها كومبي صالح التي تقع اليوم في جنوب شرق موريتانيا، وقد ضمها المرابطون إلى الدولة المرابطية في القرن 11 م.

## التوزيع
يتوزع السننكي اليوم في دول غرب إفريقيا كموريتانيا ومالي وبوركينا فاسو وساحل العاج، ويسكنون على ضفة نهر السنغال جنوب موريتانيا، حيث يمارسون الزراعة والتجارة وتربية المواشي.

## العادات
السننكي مسلمون ويخضع مجتمعهم لسيطرة النظرة القبلية الصارمة وعاداتها التي ما زالو يتشبثون بها إلى اليوم، ففيهم نجد السادة والعبيد ولكل مجموعة عاداتها الخاصة.